# Nitrato reduttasi (NADPH)
La nitrato reduttasi (NADPH) è un enzima appartenente alla classe delle ossidoreduttasi, che catalizza la seguente reazione:
nitrito + NADP+ + H2O ⇄ nitrato + NADPH + H+
L'enzima è una flavoproteina ferro-zolfo e molibdeno.